# Pierre Gérin
Pour les articles homonymes, voir Gérin.
Pierre Gérin est un producteur de cinéma français, né le 6 mars 1913 à Paris, ville où il est mort le 29 décembre 1982.

## Filmographie
- 1946 : Pas si bête d'André Berthomieu
- 1948 : Par la fenêtre de Gilles Grangier
- 1948 : Les Dernières Vacances de Roger Leenhardt
- 1948 : L'Impeccable Henri de Charles-Félix Tavano
- 1948 : Blanc comme neige d'André Berthomieu
- 1950 : La Soif des hommes de Serge de Poligny
- 1950 : L'Homme qui revient de loin de Jean Castanier
- 1951 : Le Roi des camelots d'André Berthomieu
- 1951 : La nuit est mon royaume de Georges Lacombe
- 1951 : Chacun son tour d'André Berthomieu
- 1952 : Allô... je t'aime d'André Berthomieu
- 1953 : Lettre ouverte d'Alex Joffé
- 1953 : L'Amour d'une femme de Jean Grémillon
- 1954 : L'Aventurier de Séville de Ladislas Vajda
- 1954 : Châteaux en Espagne de René Wheeler
- 1957 : Trois de la marine de Maurice de Canonge
- 1957 : Police judiciaire de Maurice de Canonge
- 1958 : Le Bourgeois Gentilhomme de Jean Meyer
- 1959 : Le Mariage de Figaro de Jean Meyer